# Demon Attack
Demon Attack es un matamarcianos desarrollado por Rob Fulop para Atari 2600 y publicado por imagic en 1982. Fue adaptado a Intellivision, Magnavox Odyssey 2, la familia Atari de 8 bits, VIC-20, Commodore 64, Tandy 1000 (como un disco de arranque automático), TRS-80, IBM PCjr y TRS-80 Color Computer. También hay una versión para TI-99/4A titulada Super Demon Attack.
Demon Attack está basado en el matamarcianos de arcade de 1979 Galaxian, aunque tiene un mayor parecido a Phoenix de 1980. Las similitudes provocaron una demanda de Atari, Inc., que había adquirido los derechos de este último. Imagic llegó a un acuerdo extrajudicial y Demon Attack se convirtió en el juego más vendido de la compañía a partir de 1983.

## Jugabilidad
Abandonado en el frío planeta Krybor, el jugador debe de usar un cañón láser para destruir las legiones de demonios que le atacan desde arriba. Visualmente, los demonios aparecen en oleadas similares a otros matamarcianos, pero se combinan individualmente desde los lados de la pantalla hasta el centro.
En cada oleada, los enemigos atacaran con armas distintas, como láseres de larga distancia o grupos pequeños de láseres de corta distancia. A partir de la 5.ª oleada, los demonios también se dividen en criaturas más pequeñas parecidas a pájaros que de a poco intentan descender sobre el cañón del jugador. Desde la 9.ª oleada, los disparos de los demonios los seguirán desde abajo, lo que dificulta que el jugador se deslice por debajo para obtener un disparo directo.

## Desarrollo
El juego originalmente estaba programado para terminar después de la oleada 84, ya que Fulop no esperaba que nadie llegara tan lejos. Sin embargo, dos días después del lanzamiento inicial, se informó que el juego estaba superado. Fulop, al enterarse, reprogramó una sola línea de código para que el juego nunca termine, aunque el juego no se volvería más difícil a partir de olas muy altas.
La versión Odyssey 2 fue el primer juego de terceros para la consola.

## Recepción
Jan Yarnot criticó la versión Atari de Demon Attack en The Space Gamer No. 53., comentó que «este juego es interesante y disfrutable, y lo suficientemente diferente de otros cartuchos como para recomendar a todos “jugar a Atari hoy”» y agregó «creo que la diversión del juego hace que el precio sea razonable».
La revista Video analisó la versión de VCS en 1982, describiéndola como «simplemente excelente». Cubriendo el juego nuevamente en su Guide to Electronic Games de 1982, los editores de video llamaron al cartucho «un juego de invasión de última generación» y sugirieron que sus «gráficos pulidos» representaban «un salto cuántico para el VCS». Computer and Video Games criticó más tarde la versión de VCS y le otorgó una calificación del 87%.
Video reservó mayores elogios para la versión Intellivision del juego, que se describió como «incluso más emocionante gráficamente que la edición original de VCS». Video Games elogió la versión de Intellivision y afirmó que «si bien la versión VCS es un muy buen juego, este es aún mejor». Ahoy! llamó a la versión de VIC-20 «excelente... es un tipo de juego súper atrapante, y bueno para unas cuantas noches largas».
Demon Attack ganó el Arcade Award de 1983 al mejor videojuego del año, y los jueces comentaron que el juego «resultó ser el criterio con el que los jugadores midieron la calidad de cada juego nuevo durante 1982».

## Legado
Demond Attack fue uno de los juegos más populares que se lanzó en el Atari 2600. Vendió más de 2 millones de copias, lo que lo convirtió en el tercer juego más vendido en el sistema que no era una adaptación del arcade (detrás de Pitfall! y E.T.). Debido a su éxito, se anunció una nueva versión del juego para Intellivision Amico.